# Kombinéza

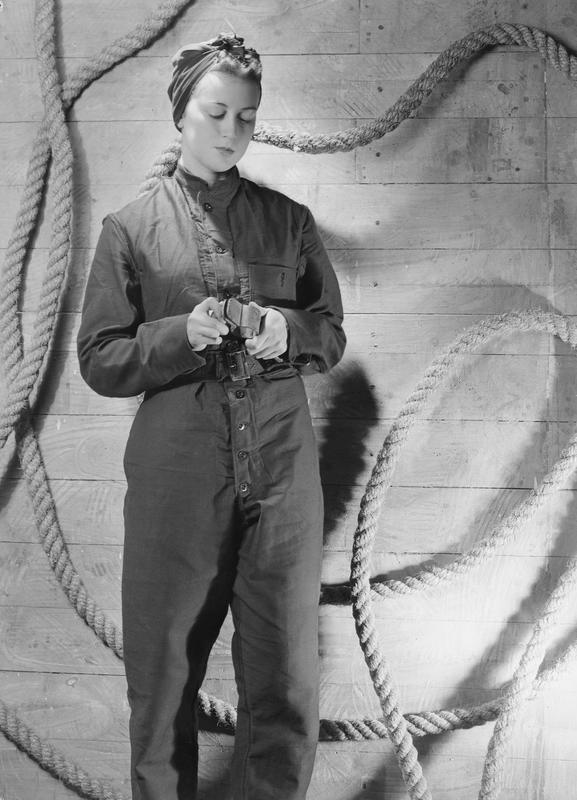
Kombinéza jako uniforma žen v Women's Royal Navy Service (1942)

Kombinéza je součást oděvu, která zakrývá trup i všechny končetiny.
Hlavním účelem je ochrana zejména před chladem.
Rozlišuje se:
- overal na spaní,
- domácí oděv,
- pracovní oděv – rozšířená verze montérek, chrání i před mechanickým poraněním,
- sportovní oděv (např. celotělové závodní plavky nebo gymnastický trikot),
- oděv pro zimní sporty (lyžování) a turistiku za nízkých teplot.

Střihem jí odpovídá unitard, ale je obvykle za silnějšího, odolnějšího (montérky) a hřejivějšího (zimní sporty) materiálu.
Specifickým typem lehké kombinézy (resp. unitardu) je tzv. catsuit.

## Starší význam
Počátkem 20. století se slovem kombinéza (tehdejším částečně francouzským pravopisem kombinaisa) rozumělo kombinované dámské prádlo – spodní oděv (živůtek a spodky). (Pozdější výraz kombiné se užíval pro spodní košilku s úzkými ramínky.)